# HMS Northumberland (1750)
HMS Northumberland — 68-пушечный линейный корабль 3 ранга Королевского флота, третий корабль, названный Northumberland.

## Постройка
Заказан 22 июня 1744 года. Перезаказан 6 августа 1745 года. Спущен на воду 1 декабря 1750 года на королевской верфи в Плимуте. Авторы XIX века утверждают, что корабль был 64-пушечным. Однако распоряжения Адмиралтейства и записи верфи говорят, что все корабли этого типа, задуманные как 70-пушечные, были официально перезаказаны как 68-пушечные, с сохранением 32-фунтовой нижней батареи.

## Служба
1753 год — январь, вступил в строй, капитан  лорд Александр Колвилл. Доставлял войска на Минорку. 
1754 год — февраль, в Плимуте нёс брандвахтенную службу.
1755 год — 22 апреля вышел в Северную Америку.
Участвовал в Семилетней войне. 
1756 год — январь, тот же капитан, с эскадрой вице-адмирала Генри Осборна (англ. Henri Osborn); март, в составе флота Эдварда Хока (англ. Edward Hawke); летом с флотом Боскавена; ноябрь, с флотом Ноулза (англ. Knowles).
1757 год — 16 апреля вышел в Северную Америку.
1758 год — был при штурме Луисбурга.
1759 год — 12 апреля снова вышел в Северную Америку под брейд-вымпелом коммодора Колвилла; участвовал в высадке под Квебеком; сентябрь, капитан Уильям Адамс (англ. William Adams). 
1760 год — в заливе Св. Лаврентия.
1761 год — капитан Натаниель Бейтман (англ. Nathaniel Bateman), все еще под брейд-вымпелом коммодора.
1763 год — 10 февраля обследован. 
1768 год — 26 февраля обследован снова; январь, средний ремонт по февраль 1769.
1770 год — декабрь, введен в строй из-за фолклендского кризиса, капитан Ричард Кинг (англ. Richard King); оснащался по март 1771 года.
1771 год — капитан Томас Саймондс (англ. Thomas Symonds); 25 марта ушел в Ост-Индию в качестве флагмана контр-адмирала Роберта Харланда (англ. Robert Harland).
1774 год — вернулся в Англию, выведен в резерв и рассчитан.
Участвовал в Американской революционной войне. 
1775 год — сентябрь, оснащен для заморской службы в Чатеме. 
1777 год — приказом Адмиралтейства от 13 сентября переименован в HMS Leviathan; с сентября по ноябрь переделан в 30-пушечный грузовой транспорт (команда 230 человек); введен в строй в сентябре, коммандер Джозеф Татвелл (англ. Joseph Tathwell).
1778 год — 16 марта вышел в Северную Америку; 22 июля был при Санди-Хук; ноябрь, вернулся в Англию, выведен в резерв. 
1779 год — приказом Адмиралтейства от 30 января перерегистрирован как 50-пушечный корабль 4 ранга; оснащался в Чатеме с февраля по апрель; в марте введен в строй, капитан Джон Браун (англ. John Brown), ушел на Ямайку.
1780 год — февраль, вышел в Англию, капитан Роберт Лэмберт (англ. Robert Lambert); 27 февраля затонул на переходе в Северной Атлантике.